# یکه‌سعود
یکه سعود شهری در بخش جرگلان شهرستان راز و جرگلان استان خراسان شمالی ایران است.

## جمعیت
این شهر از تجمیع سه روستای یکه‌سعود علیا، یکه‌سعود سفلی، و حسن‌آباد و ارتقای آن‌ها به شهر در سال ۱۳۹۸ ایجاد شد. جمعیت این سه روستا در سرشماری ۱۳۹۵ به ترتیب برابر ۲۸۵۲، ۱۸۵۵، و ۵۷۷ نفر بود که در مجموع ۵۲۸۴ نفر می‌شود.